# The Undefeated (película de 1969)
The Undefeated (Los indestructibles en España, Los invencibles en Hispanoamérica) es una película wéstern de 1969 ambientada al final de la Guerra de Secesión, dirigida por Andrew V. McLaglen y John Wayne (sin acreditar), y protagonizada por Wayne y Rock Hudson. La película retrata los eventos que rodearon la intervención imperial francesa en México mientras se desarrollaba la vecina guerra civil estadounidense con el archiduque Maximiliano de Austria establecido como emperador en México en 1863 por el emperador francés Napoleón III, y también se basa libremente en el general del Ejército de los Estados Confederados Joseph Orville Shelby y su huida a México después de la guera de Secesión estadounidense (1861-1865), así como su intento de unirse a las fuerzas imperiales mexicanas de Maximiliano apoyadas por los regimientos imperiales franceses enviados por el emperador Napoleón III desde Europa.

## Trama
En los últimos días de la guerra civil estadounidense de Secesión, el coronel del Ejército de la Unión John Henry Thomas (John Wayne) y su compañía organizan un ataque final contra una pequeña unidad de soldados confederados, solo para ser informados después de acabar con ellos que la guerra había terminado hacía tres días. Triste y cansado, Thomas lleva a sus hombres al oeste hacia su hogar con la intención de reunir y vender caballos salvajes en los territorios de Arizona y Nuevo México y compensarlos así por su lealtad, amistad y servicio de guerra. Mientras tanto, una banda de soldados del Ejército de los Estados Confederados liderados por el coronel James Langdon (Rock Hudson) sienten que la guerra los ha dejado sin hogar, y se preparan para emigrar al sur a México y servir de refuerzo al emperador Maximiliano, líder de la invasión de intervención francesa de México contra el gobierno republicano del presidente Benito Juárez. Langdon incendia su plantación antes de partir para que no caiga en manos de los oportunistas del norte. Al mismo tiempo, Thomas y los miembros sobrevivientes de su tropa se encuentran con el hijo indio adoptado de Thomas, Blue Boy (Roman Gabriel), y otros miembros de su tribu de los Territorios de Oklahoma. Juntos reúnen una manada de 3.000 caballos y los llevan a través del Río Bravo para venderlos a los representantes de Maximiliano en Durango, México. 
A mitad de camino, Blue Boy descubre pistas que indican que los bandidos mexicanos de Comanchero están planeando una emboscada contra el grupo de viajeros confederados. Blue Boy y Thomas van a advertir a los confederados emigrantes y Thomas y Langdon se encuentran. A pesar de sus diferencias, los estadounidenses, norteños, sureños e indios cherokee, repelen al grupo de bandidos mexicanos que atacan el campamento confederado, con los exsoldados del ejército de la Unión de Thomas salvando el día. Langdon agradece a los norteños con una invitación a una fiesta del "Cuatro de Julio"- "Estilo sureño". Sin embargo, los exsoldados pronto reviven la guerra cuando estalla una pelea informal. Luego se separan amistosamente y se van por caminos separados. Mientras tanto, la hija de Langdon, Charlotte, y Blue Boy, se enamoran rápidamente. 
Cuando la compañía sureña de Langdon finalmente llega a su destino en Durango, descubren que las fuerzas del emperador Maximiliano han sido expulsadas días antes, reemplazadas por las desiguales fuerzas republicanas mexicanas del presidente Benito Juárez, bajo el mando del general Rojas (Antonio Aguilar), que las encarcelaron. Al ver a los nuevos extranjeros como enemigos potenciales, el general juarista retiene a los sureños como rehenes y les ofrece liberarlos a cambio de los caballos de Thomas. Después de que Langdon es enviado al campamento de Thomas con las demandas de Rojas, los reacios vaqueros estadounidenses aceptan pagar el rescate para liberar a sus camaradas. En el camino a Durango, Thomas y sus hombres se enfrentan a la caballería francesa. Estalla una batalla en la que los estadounidenses salen victoriosos. Thomas y sus hombres traen los caballos a la ciudad y pagan el rescate de sus antiguos enemigos. La compañía de estadounidenses reunidos sale de Durango para regresar a los Estados Unidos. Intentando decidir qué canción escuchar mientras viajan, el grupo pasa por alto "Dixie" e "Himno de Batalla de la República " antes de decidirse por "Yankee Doodle".

## Reparto
- John Wayne como Coronel John Henry Thomas, EE. UU. (Ret.)
- Rock Hudson como Coronel James Langdon, E.C.A
- Roman Gabriel como Blue Boy, hijo cherokee adoptado de  Thomas.
- Antonio Aguilar como General Rojas.
- Lee Meriwether como Margaret Langdon, esposa del coronel Langdon.
- Melissa S. Newman como Charlotte Langdon, hija del coronel.
- Marian McCargo como Ann Langdon, cuñada de Margaret.
- Merlin Olsen como Little George, herrero, E.C.A
- Bruce Cabot como Primer Sargento Jeff Newby, E.C.A
- Jan-Michael Vincent como Teniente Bubba Wilkes, E.C.A
- Richard Angarola como Petain, agente del Emperador Maximiliano.
- Ben Johnson como Shortgrub.
- Edward Faulkner como Capitán Anderson, E.C.A
- Harry Carey, Jr. como Soloman Webster.
- Paul Fix como General Joe Masters, E.U.A.
- Royal Dano como el comandante del Ejército Confederado de un solo brazo, en la escena inicial.
- Richard Mulligan como Dan Morse.
- John Agar como Christian.
- Dub Taylor como Mr. McCartney, cocinero
- Big John Hamilton como Mudlow.
- Pedro Armendáriz Jr. como Escalante, el bandido líder.

## Producción
El guion original fue de Stanley Hough y Casey Robinson, ninguno de los cuales se acredita en la película final. El productor Robert Jacks lo compró en diciembre de 1967, anunciando que James Lee Barrett haría el guion final.
En mayo de 1968, Jacks anunció que la película se haría a través de 20th Century Fox. Andrew McLaglen firmó para dirigir como el primero de un acuerdo de dos películas con Fox. En agosto de 1968, John Wayne aceptó protagonizar. Al mes siguiente, Rock Hudson firmó para coprotagonizar. 
El coordinador de especialistas fue Hal Needham, más tarde director de cine. 
Según el socio de Rock Hudson, Marc Christian, John Wayne comenzó a molestar a Hudson durante el rodaje, pero los dos hombres se hicieron amigos: Wayne constantemente sugería lo que debería hacer frente a la cámara, "dirigiéndolo"; cuando Hudson replicó empezando a hacer lo mismo a Wayne, Wayne lo señaló con el dedo y dijo: "Me gustas". Las sugerencias cesaron y los dos jugaban juntos con frecuencia al ajedrez y al bridge durante los descansos.
La filmación tuvo lugar en el parque nacional Sierra de Órganos en la ciudad de Sombrerete, México.

## Recepción
La película ganó $4.5 millones en alquileres en América del Norte.
Según los registros de Fox, la película requería $12.425.000 en alquileres para alcanzar el punto de equilibrio, pero para el 11 de diciembre de 1970 la película había recaudado solo $8.775.000, lo que resultó en una pérdida para el estudio.